# Kadeem Jack
Kadeem Jack (Queens, 27 ottobre 1992) è un cestista statunitense con cittadinanza trinidadiana.